# Nicola Bellomo (generał)
Nicola Bellomo (ur. 2 lutego 1881 w Bari, zm. 11 września 1945 w Nisidzie) – włoski wojskowy, generał dywizji włoskich sił zbrojnych.

## Życiorys
Nicola Bellomo urodził się 2 lutego 1881 roku w Bari. Uczestnik I wojny światowej, w 1936 roku odszedł z czynnej służby. W 1941 roku został przywrócony do służby, służył w jednostkach obrony terytorialnej Bari. Po zawieszeniu broni wobec Aliantów z 8 września 1943 roku małymi siłami bronił miasta przed Niemcami, wypierając ich następnego dnia z Bari. 28 stycznia 1944 roku, cztery miesiące po rozpoczęciu okupacji alianckiej, został aresztowany i oskarżony o zabicie w listopadzie 1941 roku dwóch wziętych do niewoli brytyjskich oficerów, którzy próbowali ucieczki z obozu jenieckiego. W nieuczciwym procesie, który wywoływał oburzenie wśród dziennikarzy z krajów alianckich został skazany na karę śmierci w lipcu 1945 roku. Odmówił podpisania petycji o ułaskawienie, o której wystosowanie prosiły go władze włoskie.
Został rozstrzelany 11 września 1945 roku w Nisida jako jedyny włoski generał II wojny światowej. Został zrehabilitowany krótko po egzekucji. W 1951 roku został odznaczony przez Republikę Włoską Srebrnym Medalem Męstwa Wojennego.